# ハッダ (アフガニスタン)

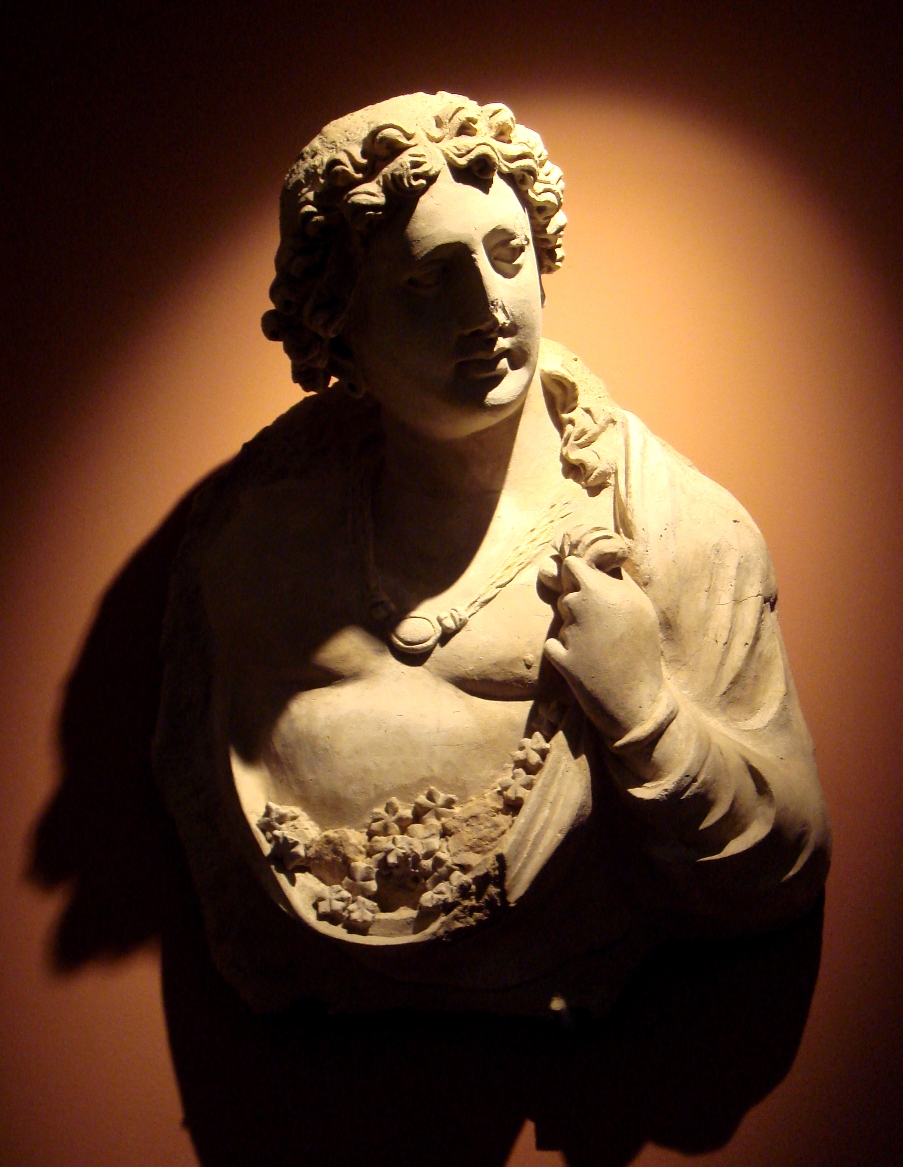
「天人または供養者像」The "Genius with flowers/Genius holding flowers"　漆喰　2-3世紀　クシャーナ朝、あるいはクシャノ・サーサーン朝　本来は主たる尊像が存在し、この像はそれを取り囲む形で配置されていたと考えられている。　ギメ東洋美術館蔵

ハッダ (パシュトー語: هډه) は、アフガニスタン東部のナンガルハール州、ジャララバード市から南方10キロにある古代ガンダーラ地域のギリシャ風仏教遺跡。

## 背景
ハッダでは1930年から1970年の間に、粘土と石膏を含む約23,000点のギリシャ風仏教彫刻が発掘された。これらは仏教とギリシャ美術の要素が、ほぼ完璧なヘレニズム様式で組み合わされていた（ガンダーラ美術）。

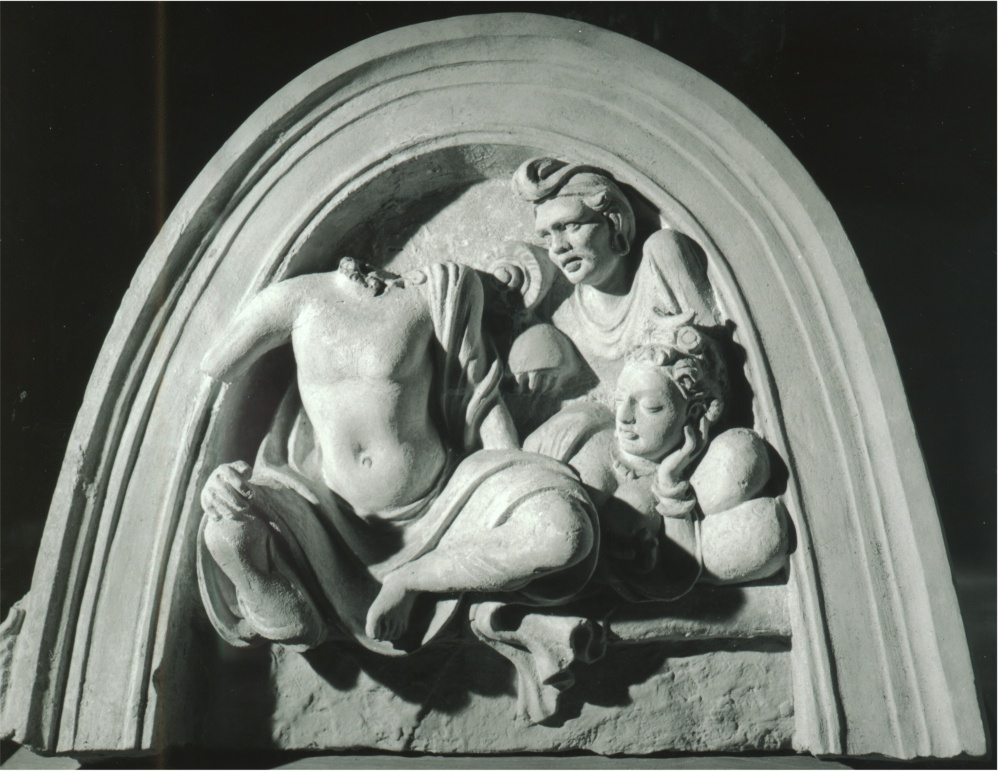
菩薩とチャンディー 5世紀

工芸品の様式は紀元前2世紀～1世紀の後期ヘレニズムの典型的なものであるが、ハッダの彫刻は通常、紀元1世紀以降（多少の不確実性はあるが）のものである（すなわち、1～2世紀後のもの）。この不一致はこの地域で数世紀にわたり後期ヘレニズム様式が保存されてきたことによって説明できる。しかし、実際には工芸品がヘレニズム時代後期に製作された可能性もある。
これらの彫刻の古さと、製作者たちがギリシャ彫刻のあらゆる面に精通していることを示す技術的洗練度から、ギリシャ人の集団がこれらに直接関与していたこと、そして「インド・ギリシア様式の初期仏教美術の発祥地かもしれない」ことが示唆されている。
ハッダの多くの作品の様式は非常にヘレニズム的であり、ギリシャのバッサイにあるアポロ神殿で発見された彫刻と比較することができる。
ハッダという地名はサンスクリットの haḍḍa （「骨」の意）または記録にない haḍḍaka 「骨の（場所）」に由来する。前者は後に北インド方言Haḍḍ （現代パシュトゥー語に借用されている）を生んだ。後者は、自然に Haḍḍa に語形変化したもので、ハッダには仏舎利（釈迦の遺骨）があるという信仰を反映したものであろう。パシュトー語 haḍḍ は haḍḍa の語の借用であるとされている。その地域のイスラム以前の言語的影響を反映しているのかもしれない。

## 美術品
タパ・イショターのハッダ遺跡から発掘された彫刻群は、ヘレニズム的なコルヌコピアを持ったヘラクレスとテュケーに囲まれたブッダを表している。ギリシャ的でないものといえば、ヘラクレスの持つ棍棒が、執金剛神の持つ稲妻になっていることである。
現代のパリ、ギメ東洋美術館で開催された「Genie au Fleur」のような、顕著にヘレニズム的な様式を示した仏像が発掘されている。

## 仏典
現存する最古の仏教写本、現存する最古のインド写本は、ハッダ周辺で発見されたと考えられている。おそらく紀元1世紀頃に完成したものと思われるが、これらはガンダーラ語とカローシュティー文字で書かれたもので、土器から発見された。ガンダーラを支配し、シルクロードを経て中央アジア、東アジアに仏教を広める上で大きな役割を果たした説一切有部の、長らく途絶えていた経典の一部である。現物は現在、大英図書館に所蔵されている。

## 破壊
ハッダ遺跡は、アフガニスタン内戦中のソ連軍との戦闘でほぼ完全に破壊されたと言われている。

## ギャラリー

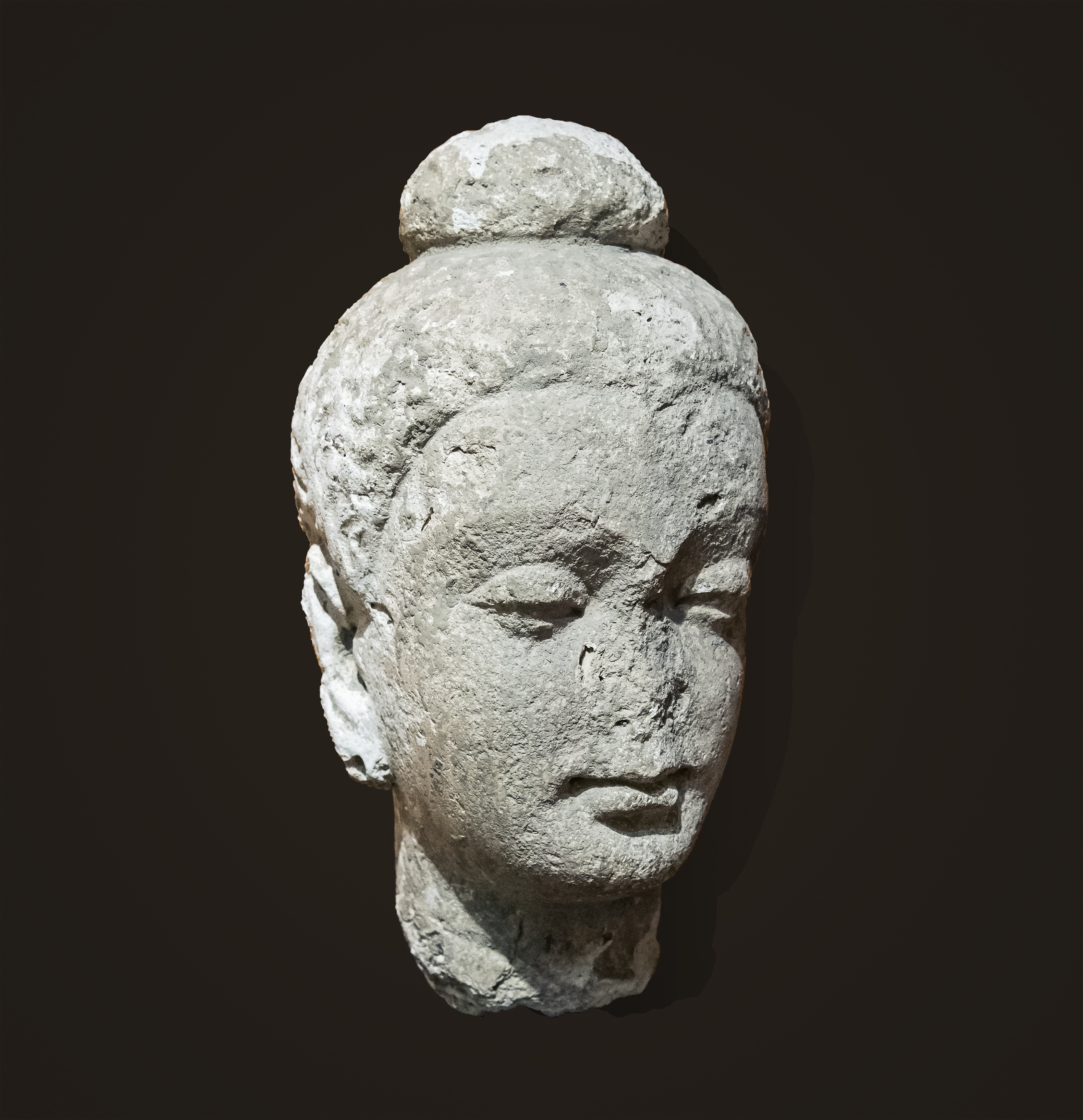
仏頭
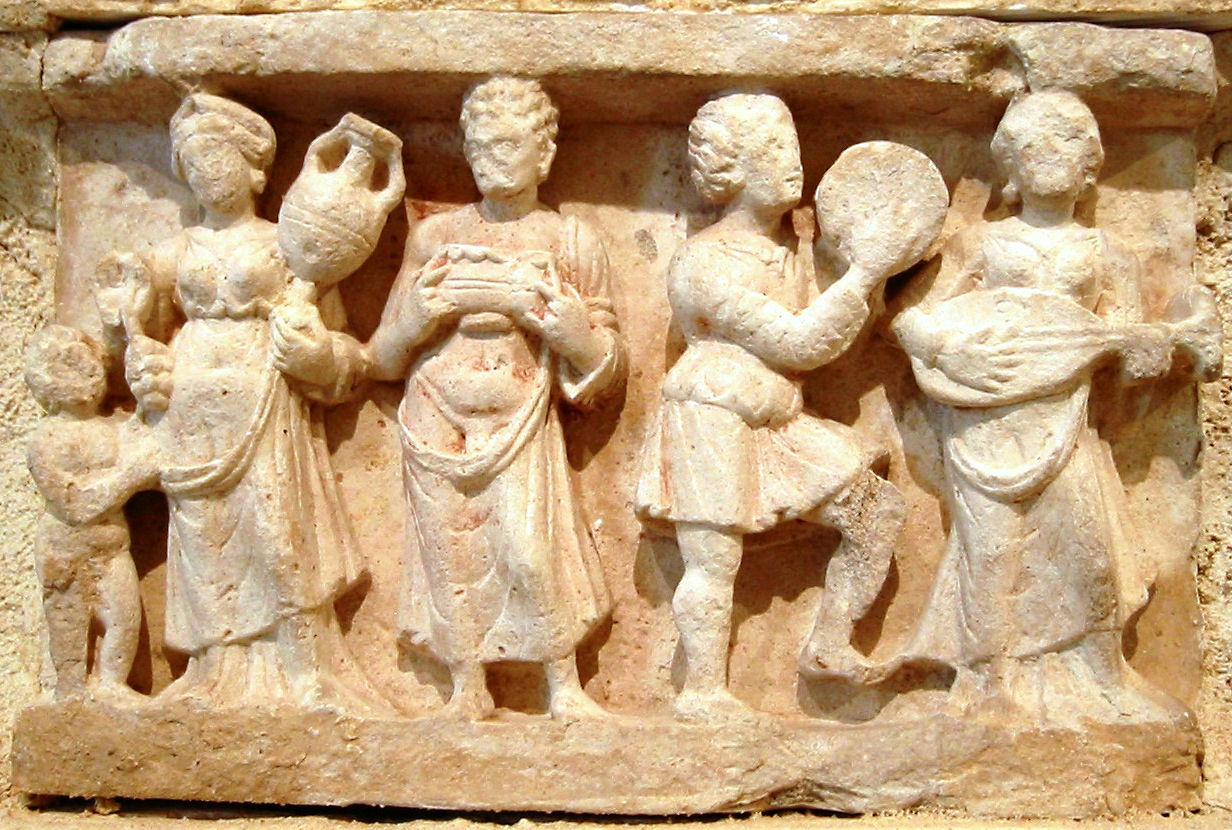
ギリシャ風衣装とアンフォラ、ワインと音楽、1世紀
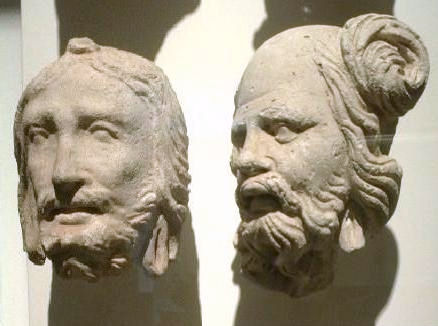
人物像、3世紀
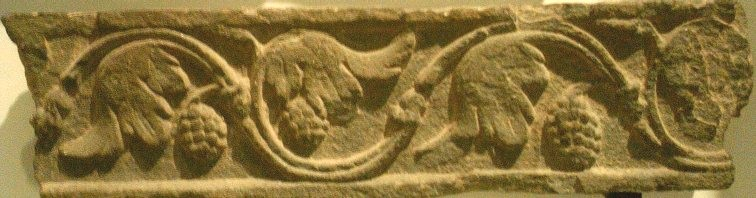
巻物の装飾
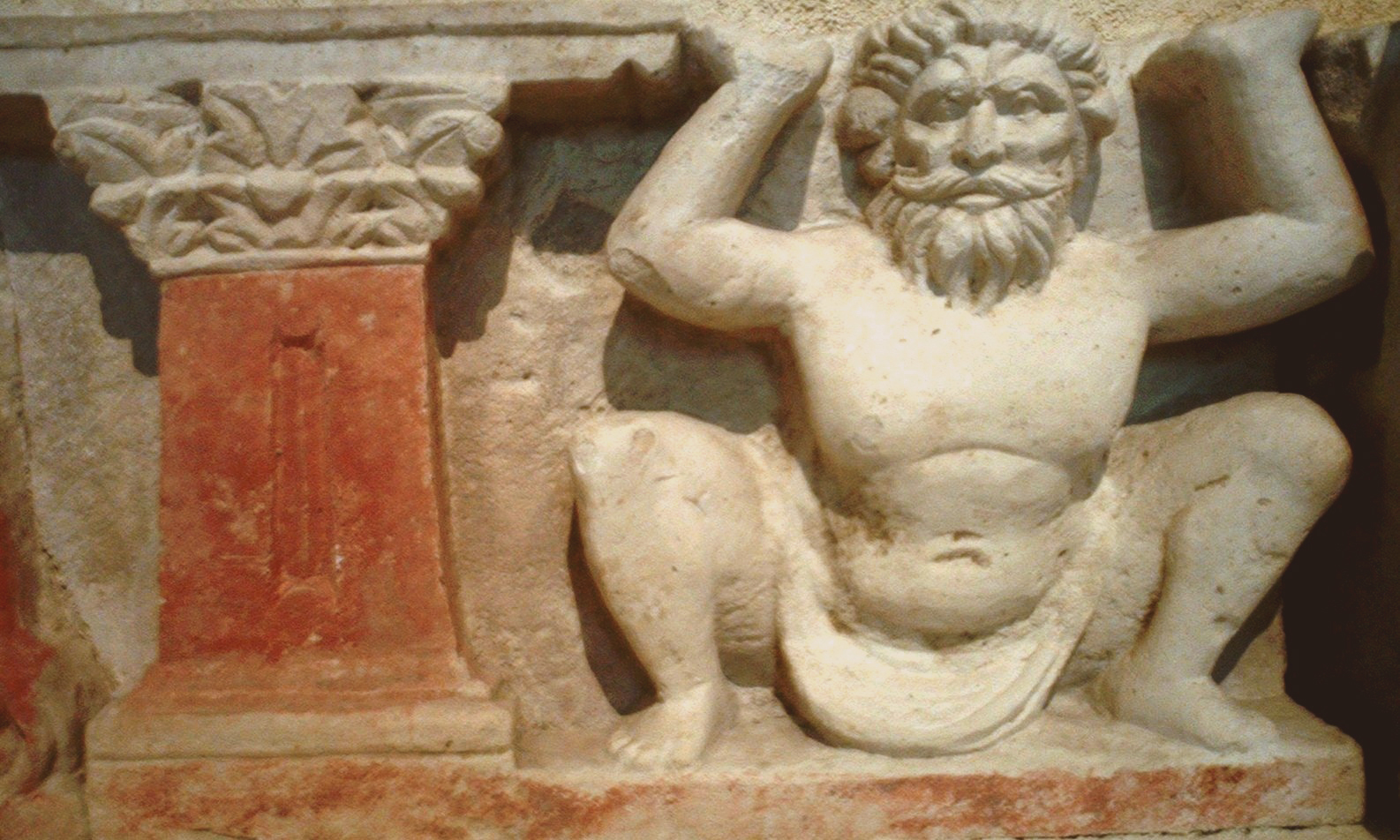
仏教施設を支えるギリシャ神アトラス
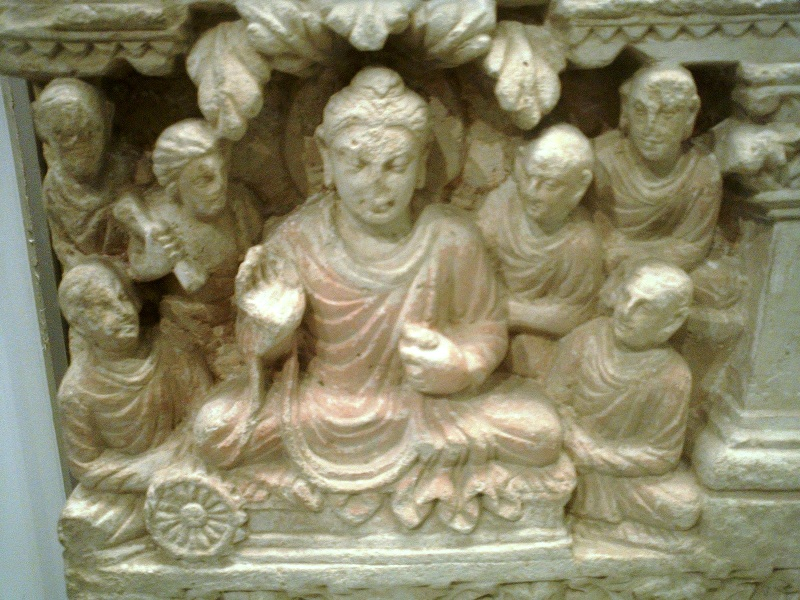
彩色仏像、2世紀
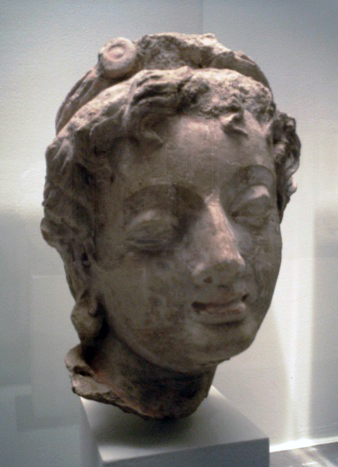
乙女像、3-4世紀
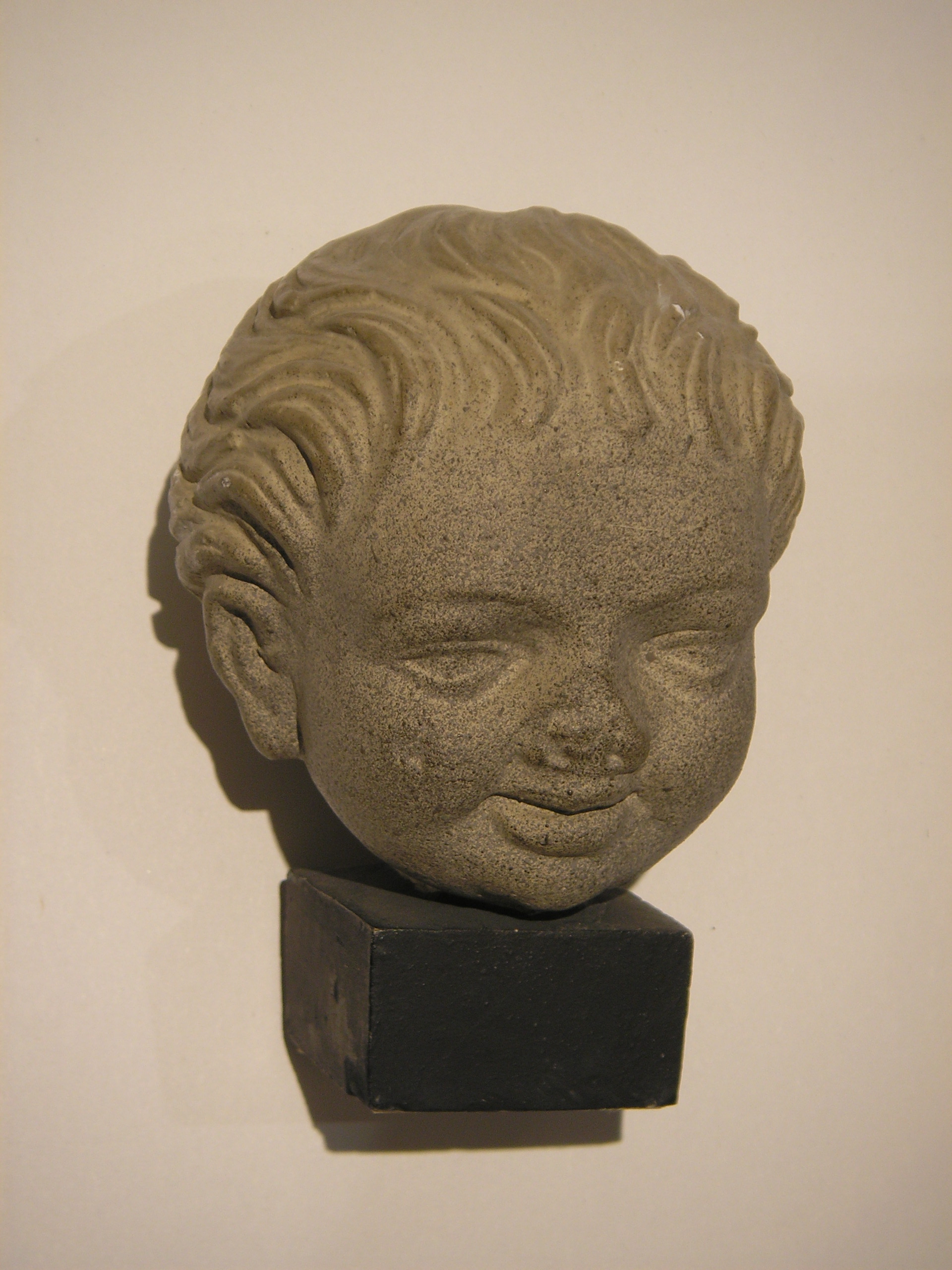
「笑う少年」
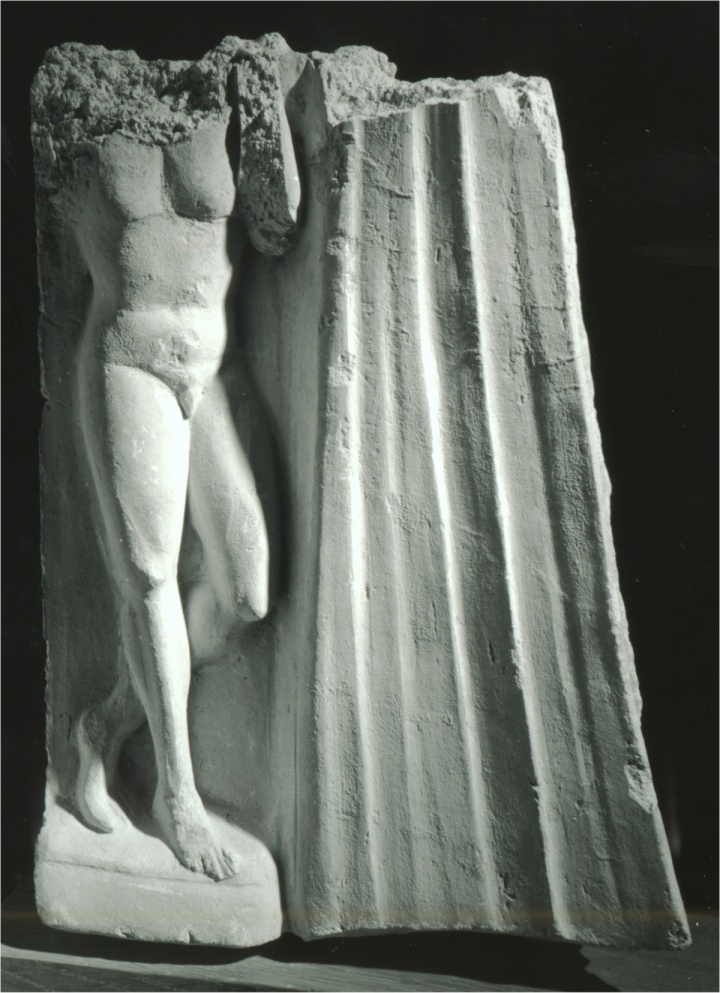
彫像、3世紀
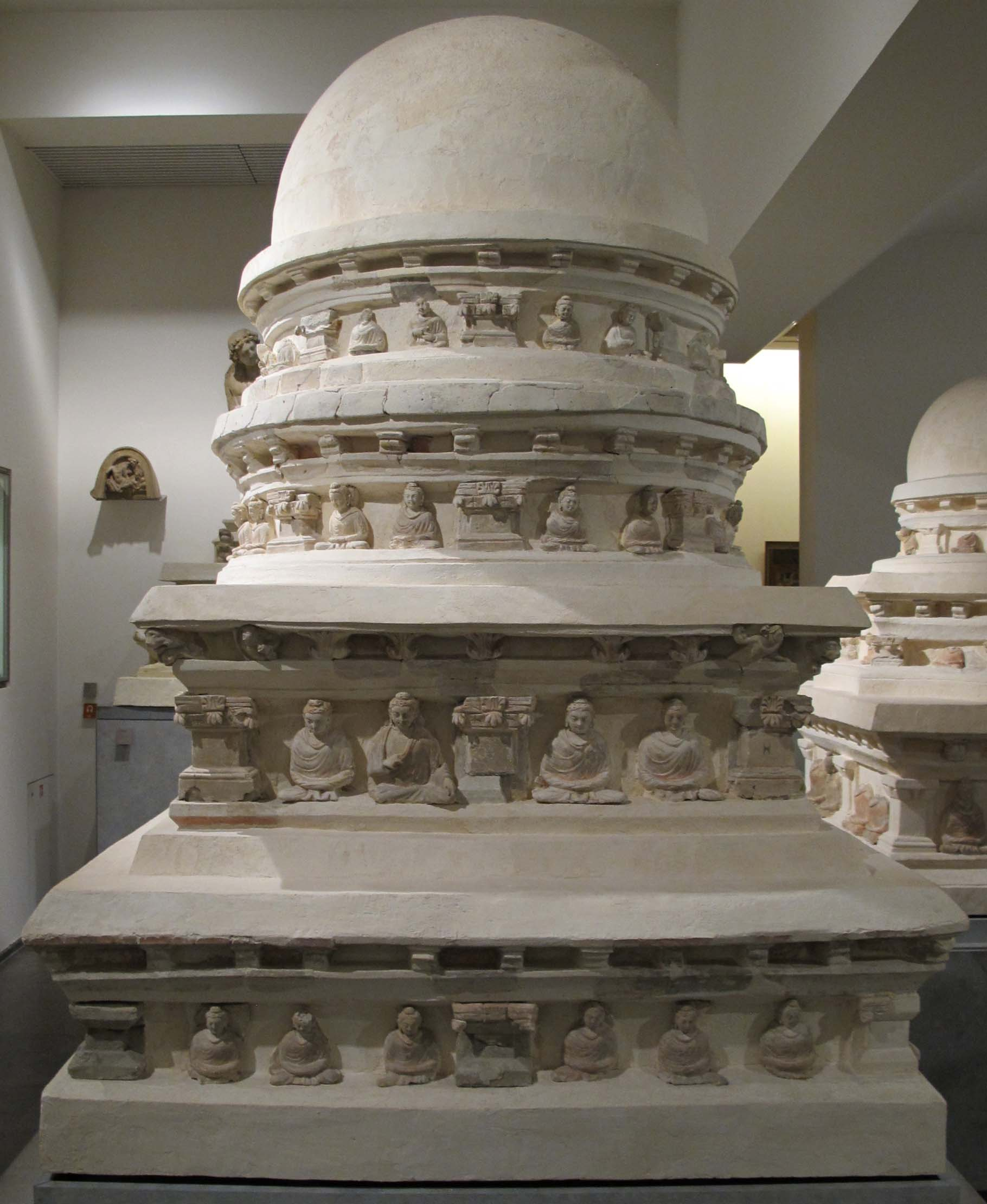
仏塔基壇

内戦で失われた美術品も多い。最悪だったのは、失われた2体の巨像である。バーミヤーンの赤い山系には、かつて2つの巨大な磨崖仏が存在していたが、その上には考古学的に重要な小さな構造物もあった。この2体の大きな仏像は、紀元前5、6世紀にまでさかのぼるもので、当時最大規模のものであった。これらの像はいまや残骸のみが残されている。